# Daadii'schow-kaiyaah
Daadii'schow-kaiyaah (Daadii'sdin-kaiyaah, Tatisho-kaiya), Jedna od bandi Eel Wailaki Indijanaca, porodica Athapaskan, nastanjeni na zapadnoj obali rijeke Eel River nasuprot ušća North Forka, pa na sjever do Natoikot Creeka, Kalifornija. 
Tatisho-kaiya, kako ih naziva Swanton, imali su tri sela: Baahntceekii, Daadii'schowdin i Lhtciishseeyeehbii. Ime Daadii'schow--kaiyaah znači  'grasshopper-place - band' a Daadii'sdin-kaiyaah  'grasshopper-place - band'.